# Bad Freienwalde
Bad Freienwalde (Oder) är en stad och kurort i det tyska länet (Landkreis) Märkisch-Oderland i förbundslandet Brandenburg.

## Geografi
Bad Freienwalde ligger vid Alte Oder, en flodarm av floden Oder som fram till uträtningen på 1700-talet utgjorde flodens huvudfåra, men idag endast står för en mindre del av Oders flöde. Stadskommunen omfattar såväl delar av låglandet Oderbruch som högplatån Barnim och har därför en höjdskillnad på 150 m vilket är ovanligt högt i det övervägande platta Brandenburg.

### Administrativ indelning
Stadskommunen indelas administrativt i följande kommundelar (Ortsteile):
- Bad Freienwaldes stadskärna
- Altranft
- Altglietzen
- Bralitz
- Hohensaaten
- Hohenwutzen
- Neuenhagen
- Schiffmühle med Neutornow och Gabow

## Historia
Staden omnämns första gången som Vrienwalde i ett dokument daterat 1316. Från mitten av 1300-talet till 1618, då ätten dog ut, var staden en förläning från kurfurstarna av Brandenburg till adelsfamiljen von Uchtenhagen. Därefter återgick Freienwalde till kurfurstarnas domäner. År 1685 beskrev Bernhard Friedrich Albinus en källa upptäckt 1683 (idag kallad Kurfürstenquelle) vilket fick staden att utvecklas till en kurort. Efter fynd av järnhaltig sand och alun fick staden ett järnbruk och ett alunverk. Lerfyndigheter i trakten ledde också till att en industri kring eldfast keramik och tegeltillverkning etablerades i trakten på 1880-talet.
1866 anslöts staden till järnvägen Eberswalde–Wriezen och 1877 invigdes linjen mot Angermünde. Framförallt kom dock stadens utveckling att präglas av etableringen av kliniken och gyttjebadet Bad Freienwalde. Staden bär sedan 23 oktober 1925 det officiella namnet Bad Freienwalde, men blev först 15 december 2003 slutligen statligt erkänd gyttjebadskurort.
Badorten var under början av 1900-talet välbesökt av judiska familjer från Berlins övre samhällsskikt. Under Nazityskland kom orten av nazisterna att betecknas som "judebad" och senare förbjöds judiska familjer att vistas vid kurbadet. Under kristallnatten 1938 brändes stadens synagoga ner av nazister.
Under åren 1818 till 1952 tillhörde staden Kreis Oberbarnim medan de nuvarande stadsdelarna Altglietzen, Bralitz, Hohenwutzen, Neuenhagen och Schiffmühle fram till 1945 låg i Landkreis Königsberg in der Neumark, vars största del idag tillhör Polen.
Under DDR-epoken var staden från 1952 till 1993 huvudort i Kreis Bad Freienwalde, i Bezirk Frankfurt (Oder) fram till 1990 och därefter i förbundslandet Brandenburg. Sedan den stora administrativa reformen 1993 tillhör Bad Freienwalde den då nybildade Landkreis Märkisch-Oderland.
I modern tid har flera kringliggande kommuner införlivats med stadskommunen: fiskarbyarna Altkietz och Alttornow (1928), Sonnenburg (1957), Altranft 1993 samt Altglietzen, Bralitz, Hohenwutzen, Neuenhagen och Schiffmühle med Wendtshof, Neukietz, Zuckerfabrik och Herrenwiese (2003), samt Hohensaaten (2009).
Staden har med undantag för åren omkring och närmast efter andra världskriget haft sjunkande befolkningssiffror under 1900-talet.